# Packed to the Rafters
Packed to the Rafters è una situation comedy con elementi drammatici creata da Bevan Lee che va in onda dal 26 agosto 2008 in Australia sul canale Seven Network.
La trama ruota attorno alle vicende di Dave e Julie Rafter e dei loro tre figli Rachel, Ben e Nathan.
La serie è trasmessa sul canale pay Joi di Mediaset Premium dal 17 gennaio 2010.
In Australia da aprile 2013 va in onda la sesta stagione.

## Trama
La serie racconta le vicende di Dave e Julie Rafter e dei loro tre figli Rachel, Ben e Nathan (cui si aggiungerà presto la piccola Ruby). Alla vigilia del loro venticinquesimo anniversario di matrimonio, Dave e Julie si apprestano a godersi la loro casa, ma nel giro di poco tempo i loro figli e il padre di Julie, per una serie di vicissitudini, decideranno di ritrasferirsi nella casa di famiglia, che diventerà una specie di rifugio superaffollato. Questo e una numerosa serie di imprevisti impediranno ai Rafter di attuare il loro progetto.

## Famiglia Rafter
- Julie Rafter, interpretata da Rebecca Gibney
- Dave Rafter, interpretato da Erik Thomson
- Rachel Rafter, interpretata da Jessica Marais
- Nathan Rafter, interpretato da Angus McLaren
- Ben Rafter, interpretato da Hugh Sheridan

## Episodi
| Stagione         | Episodi | Prima TV originale | Prima TV Italia |
| ---------------- | ------- | ------------------ | --------------- |
| Prima stagione   | 22      | 2008-2009          | 2010            |
| Seconda stagione | 22      | 2009               | 2010            |
| Terza stagione   | 22      | 2010               | 2011            |
| Quarta stagione  | 22      | 2011-2012          | 2012            |
| Quinta stagione  | 22      | 2012-2013          | 2012-2013       |
| Sesta stagione   | 12      | 2013               | 2013            |